# ブルジェズニツェ - ロジミタール・ポド・トルジェムシーネム線
ブルジェズニツェ～ロジミタール・ポド・トルジェムシーネム線（チェコ語: Železniční trať Březnice – Rožmitál pod Třemšínem）は、チェコ国鉄の鉄道線の名称である。路線番号は204。
1899年、帝立王立国有鉄道の路線として開業した。2022年度は定期列車が設定されていなかった。

## 運行形態
- ロジミタール - ブルジェズニツェ　【夏季の土曜・休日運行】　※チェコ鉄道による運行
季節限定で、一日4往復の運行。
過去の運行形態
2019年以前は、平日一日8往復、休日一日5往復の運行であった。東行の片道1本が200号線のプルジーブラムまで、西行の片道1本が200号線のブラトナーから直通していた。
2020年度に、平日が一日7往復に減便された他、西行は全てブルジェズニツェ始発となった。
2021年度に、平日の本数が一日8往復になった。
2022年度に限り、全列車運行休止となった。
2023年度は、夏季の土曜・休日に限り一日4往復が運行していた。うち1往復が200号線に直通し、プロチヴィーンまで乗り入れとなった。
2024年度より、200号線との直通を取りやめる予定。

- 過去の運行系統
  - KPTレール社の列車　【年3日運行】
年3日のみ、一日4往復運行していた。
2021年度に限り、一日5往復（うち1往復は年2日のみ）、日中1時間半間隔で運行となった。
2021年度限りで休止。

## 駅一覧
以下では、チェコ国鉄204号線の駅と営業キロ、停車列車、接続路線などを一覧表で示す。なお、全て各駅停車である。
| 路線名 | 駅名                                     | 駅間営業キロ | 累計営業キロ | 接続路線         | 所在地         | 所在地         |
| ------ | ---------------------------------------- | ------------ | ------------ | ---------------- | -------------- | -------------- |
| 204    | ロジミタール・ポド・トルジェムシーネム駅 | -            | 0.0          |                  | 中央ボヘミア州 | プジーブラム郡 |
| 204    | スクフロフ・ポド・トルジェムシーネム駅   | 1.9          | 1.9          |                  | 中央ボヘミア州 | プジーブラム郡 |
| 204    | オスリー駅                               | 1.5          | 3.4          |                  | 中央ボヘミア州 | プジーブラム郡 |
| 204    | ザドニー・ポルジーチー駅                 | 2.1          | 5.5          |                  | 中央ボヘミア州 | プジーブラム郡 |
| 204    | ブルジェズニツェ駅                       | 3.5          | 9.0          | 200号線、203号線 | 中央ボヘミア州 | プジーブラム郡 |